# USS Alexander Hamilton (SSBN-617)
USS Alexander Hamilton (SSBN-617) – amerykański okręt podwodny z napędem atomowym oryginalnego typu Lafayette (SSBN616), należący do serii pierwszych ośmiu jednostek tego typu, wyposażonych początkowo w pociski balistyczne SLBM typu Polaris A-2. W kolejnych jednak latach, pociski wszystkich jednostek typu SSBN616 zostały wymienione na wyposażone w głowice MIRV Poseidon C-3.
Okręt wyposażony był w siłownię nuklearną z jednym reaktorem wodnociśnieniowym S5W, za pomocą dwóch turbin parowych o mocy 15000 KM, napędzającym jedną śrubę.